# Franchot Tone
Stanislaus Pascal Franchot Tone, kendt som Franchot Tone (født 27. februar 1905, død 18. september 1968), var en amerikansk teater-, film- og tv-skuespiller. Han var den store stjerne i filmen Mytteriet på Bounty fra 1935 og af mange andre film gennem 1960'erne. I begyndelsen af 1960'erne optrådte Tone også i flere tv-shows, som f.eks Bonanza, Wagon Train, The Twilight Zone og The Alfred Hitchcock Hour.

## Opvækst
Franchot blev født som Stanislaus Pascal Franchot Tone i Niagara Falls i New York, som den yngste søn af Dr. Frank Jerome Tone, den velhavende præsident for Karborundum Company og hans socialt fremtrædende kone Gertrude van Vrancken Franchot. Tone var også et fjernt forhold til Wolfe Tone: Hans tip-tip-tip-tip-bedstefar John var en fætter af Peter Tone, hvis ældste søn var Theobald Wolfe Tone. Tone var af både fransk, canadisk, irsk, britisk og baskisk oprindelse.
Tone gik på The Hill School i Pottstown, og senere blev han uddannet ved Cornell University, hvor han sad som formand for skolens teaterklub, og han blev valgt til Sphinx Head Society. Han blev også medlem af broderskabet Alpha Delta Phi. Han opgav familievirksomheden for at forfølge en skuespillerkarriere indenfor teatret. Efter dimensionen flyttede han til Greenwich Village i New York og blev hans første store rolle på Broadway i 1929 på instruktør Katharine Cornells produktion af Uskyldens år.

## Karrierer
Tone var senere en af grundlæggerne af den berømte Group Theatre sammen med Harold Clurman, Cheryl Crawford, Lee Strasberg, Stella Adler og Clifford Odets, som også var velkendte i teaterindustrien. Disse var intense og produktive år for ham. Han havde flere teaterproduktioner i 1931 og 1932.
Men i 1932, var imidlertid den første tone indenfor ledelsen af denne teatergruppe som valgte at vende ryggen til teatret og rejse til Hollywood, da MGM tilbød ham en filmkontrakt. I sine erindringer fra Group Theatre fortæller Harold Clurman at Tone langt ad vejen var den mest konfronterende og egocentriske fra ledergruppen.
Tone vendte tilbage til teatret fra tid til anden, selv efter 1940'erne, selvom det meste af hans tid blev brugt på filmoptagelse i Hollywood. Tone lavede sin debut på tv-skærmen i 1932 med filmen The Wiser Sex.[kilde mangler] Han opnåede mere berømmelse følgende år, da han var med i syv film.
I 1935 spillede tonen i den berømte film Mytteriet på Bounty. For denne film blev han nomineret til en Oscar for bedste mandlige hovedrolle. Samme år spillede han også i Englands sønner og En farlig Kvinde, hvor han spillede overfor Bette Davis. Han havde også nogle produktioner på Broadway på dette tidspunkt.
Toner sidste optrædener på film var hans gæsteoptrædener i Første sejr (hvor han portrætterede admiralen Husband Kimmel) fra 1965 og Nobody Drives Forever (1968). I 1935 giftede Tone sig med skuespilleren Joan Crawford. De skiltes efter fire års ægteskab. Tone and Crawford indspillede syv film sammen i 1930'erne:  I dag lever vi  (1933), Den dansende venus (1933), Sadie McKee (1934), Ikke andre kvinder (1935), En pragtfuld tøs (1936), Flygtet med bruden (1936) og En brud i rødt (1937).

## Privatliv
I 1951 havde Tone et forhold til medspiller Barbara Payton, som gav overskrifter i aviserne, da hun led en række ansigtsskader og faldt i koma i 18 timer efter at have fået hjernerystelse under en knytnævekamp med skuespiller Tom Neal. Plastikkirurgi formåede næsten at genskabe den brækkede næse og hendes kindben. Tone giftede sig med Payton, men skilt fra hende i 1952 efter at have set afslørende fotografier, der viste, at hun stadig havde et romantisk forhold til Tom Neal.
Senere blev Tone gift og skilt to gange. Først med model og skuespiller Jean Wallace (1941-1948), med hvem han fik to sønner sammen. Det andet ægteskab var med skuespilleren Dolores Dorn (1956-1959).

## Død
Tone døde af lungekræft i New York City i 1968, i en alder af 63 år. Hans jordiske rester blev kremeret og hans aske blev spredt. For hans mange bidrag til filmindustrien er Franchot Tone blevet tildelt en stjerne på Hollywood Walk of Fame på 6558 Hollywood Blvd.